# Komuna e Poroçanit
Komuna e Poroçanit är en kommun i Albanien.   Den ligger i prefekturen Qarku i Elbasanit, i den centrala delen av landet, 60 km sydost om huvudstaden Tirana.
Trakten runt Komuna e Poroçanit består till största delen av jordbruksmark.  Runt Komuna e Poroçanit är det ganska glesbefolkat, med 43 invånare per kvadratkilometer.